# Charles Nicolas Montardier
Charles Nicolas Montardier est un homme politique français né en 1747 à Chevreuse (Yvelines) et décédé le 20 février 1802 à Chevreuse.
Président du tribunal de district et juge suppléant à Versailles, il est élu député de Seine-et-Oise au conseil des Cinq-Cents le 27 germinal an VII. Rallié au coup d'État du 18 Brumaire, il siège au corps législatif jusqu'à son décès.

## Sources
- « Charles Nicolas Montardier », dans Adolphe Robert et Gaston Cougny, Dictionnaire des parlementaires français, Edgar Bourloton, 1889-1891 [détail de l’édition]